# Enrique Fernández (Fußballtrainer)
Enrique Fernández Viola (* 10. Juni 1912 in Montevideo; † 6. Oktober 1985) war ein uruguayischer Fußballspieler und -trainer. Er ist der einzige Trainer, der mit dem FC Barcelona und Real Madrid die spanische Meisterschaft gewann.

## Spielerkarriere

### Verein
Auf Vereinsebene spielte er unter anderem für Nacional Montevideo an der Seite von Héctor Castro. Zur Saison 1935/36 wechselte der Uruguayer zum FC Barcelona und gewann dort zwei Mal die katalanische Meisterschaft. Fernández’ Ligadebüt für Barcelona war beim 1:0 gegen Espanyol Barcelona am 10. November 1935. Insgesamt erzielte er in dieser Saison acht Tore in 17 Spielen. Seine Spielerkarriere beim FC Barcelona kam durch den in Spanien ausbrechenden Bürgerkrieg zu einem jähen Ende. Er war zu dieser Zeit in seiner Heimat Uruguay, als der Klub ihm empfahl, dort zu bleiben. Fernández spielte letztlich noch eine Saison für seinen Heimatklub Nacional Montevideo.

### Nationalmannschaft
Fernández debütierte am 21. Januar 1933 in der uruguayischen Nationalmannschaft. Einschließlich seines letzten Einsatzes am 27. Januar 1935 absolvierte er acht Länderspiele und schoss ein Tor. Er gehörte dem siegreichen Kader bei der Südamerikameisterschaft 1935 an. Zwischen 1935 und 1936 bestritt Fernández drei Spiele für die katalanische Fußballauswahl.

## Trainerkarriere
Nachdem er aufgrund einer schwerwiegenden Knieverletzung bereits im Alter von 25 Jahren seine Spielerkarriere beenden musste, wurde Fernández neun Jahre später, 1946, Coach von Nacional Montevideo. 1947 wurde er Trainer des FC Barcelona. Mit Spielern wie Juan Zambudio Velasco, César und Estanislao Basora konnte er Barça 1948 und 1949 zur spanischen Meisterschaft führen. In seiner dritten Saison bei Barcelona gewann er außerdem die Copa Latina. In der Liga wurde er in diesem Jahr jedoch nur Fünfter, was dazu führte, dass er nach dieser Saison durch Ferdinand Daučík ersetzt wurde.
1950 ging er wieder zu Nacional Montevideo zurück und gewann dort seine zweite uruguayische Meisterschaft als Trainer. Im Februar 1953 gewann der mit Nacional das Endspiel um die Uruguayische Meisterschaft der Saison 1952. Im selben Jahr wurde er zum neuen Trainer von Real Madrid ernannt. Nur Fernández und Radomir Antić trainierten bisher beide Vereine. Fernández gewann mit Real Madrid in der Saison 1953/54 die spanische Meisterschaft, deren erste Meisterschaft seit 1933. In der Saison 1954/55 wurde er bereits nach zehn Spielen entlassen und durch José Villalonga ersetzt.
Vom 13. September 1959 bis 15. November jenes Jahres betreute er die Erstligamannschaft von Betis Sevilla in zehn Ligaspielen. Am 15. Juli 1961 debütierte er als Trainer der uruguayische Nationalmannschaft im Rahmen der WM-Qualifikation beim 1:1-Unentschieden gegen Boliviens Auswahl. Auch beim Rückspiel 15 Tage später war er für das uruguayische Team verantwortlich.

## Erfolge
Spieler:
- Uruguayische Meisterschaft: 1933, 1934
- Katalanische Meisterschaft: 1935, 1936
- Südamerikameister: 1935

Trainer:
- Uruguayische Meisterschaft: 1946, 1950, 1952
- Spanische Meisterschaft: 1948, 1949, 1954
- Chilenische Meisterschaft: 1956
- Copa Latina: 1949